# 보그트-러셀 정리
보그트-러셀(Vogt-Russell) 정리에 의하면, 모든 에너지가 원자핵 반응으로부터 유도되고 유체 평형 및 열 평형 상태에 있는 별의 구조는, 별의 질량과 내부의 화학 원소 분포에 의하여 고유하게 결정된다. 이는 정리(theorem)로 불리지만 공식적으로 증명된 적은 없다. 이 정리는 이를 독자적으로 발견한 천문학자 하인리히 보그트와 헨리 노리스 러셀의 이름을 따서 명명되었다. 